# Pleiotaxis
Pleiotaxis é um género botânico pertencente à família Asteraceae.